# Thrixspermum pygmaeum
Thrixspermum pygmaeum är en orkidéart som först beskrevs av George King och Robert Pantling, och fick sitt nu gällande namn av Richard Eric Holttum. Thrixspermum pygmaeum ingår i släktet Thrixspermum och familjen orkidéer. Inga underarter finns listade i Catalogue of Life.